# Shehnai

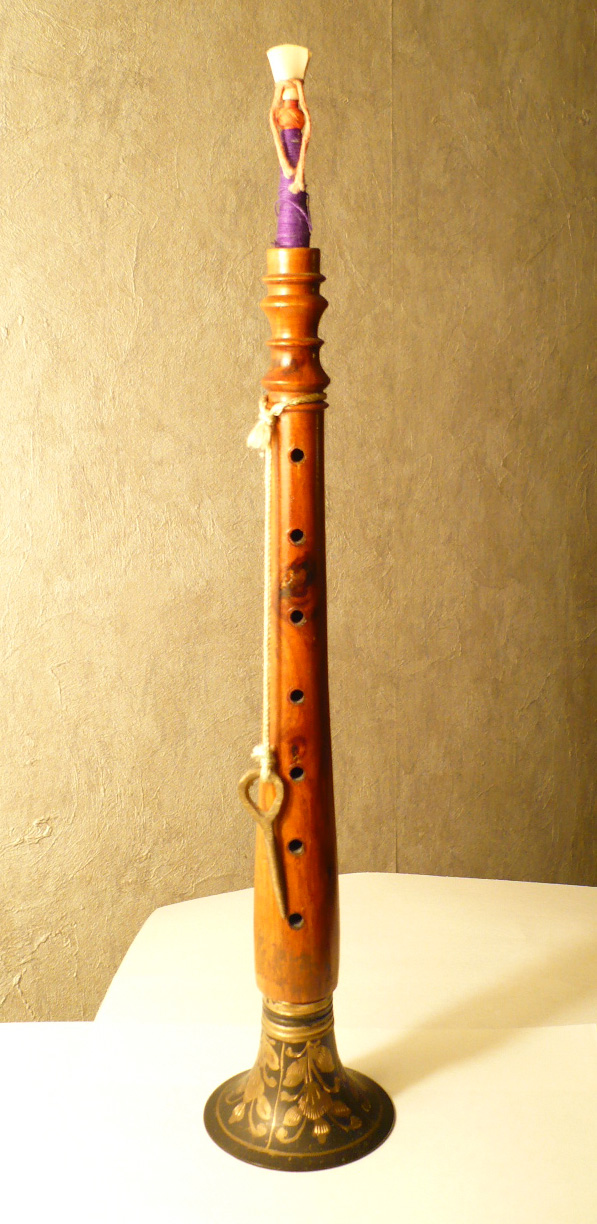
Shehnai

Shehnai (Hindi शहनाई), auch śahnāī, shenai, shahnai, ist das in der nordindischen Musik am weitesten verbreitete Doppelrohrblattinstrument. Es wird zur Unterhaltung bei Familienfeiern, bei religiösen Prozessionen und in der klassischen Musik gespielt. Ihr südindisches Gegenstück ist die nadaswaram.

## Herkunft
Die in ganz Asien verbreiteten Kegeloboen der Volksmusik gehören zu dem sehr alten, in Persien entstandenen Instrumententyp der surnais. Gemeinsame Kennzeichen sind der laute, scharfe Ton, dessen Klangfarbe nicht veränderbar ist; und die Verwendung meist im Freien bei Festveranstaltungen, besonders Übergangsriten, und bei Prozessionen.
Aus dem lautmalerischen persischen surnai wurde in Indien sanayi (Sanskrit) und hindi: shahnai, sarna und surna. Name und Instrument kamen während der Mogul-Herrschaft nach Indien. Das übliche Zusammenspiel der shehnai mit einer Zylindertrommel brachte die surnai als zurna in die Militärmusik des Osmanischen Reichs und in ähnlicher Verwendung an die indischen Herrscherhäuser. Von der Wertschätzung der shehnai bei den muslimischen Herrschern rührt wohl die Namensherleitung aus den Wortbestandteilen persisch شاه, shah, „König“ und aus arabisch ناي bzw. persisch ني nai: (Bambus-)Rohr, entsprechend die Längsflöte nay, also zusammen „Königsflöte“.
Vor Ankunft der shehnai gab es in Indien bereits Oboentypen, deren alte Bezeichnungen madhukari, mohori oder muhuri regional noch für Volksmusikinstrumente geläufig sind oder synonym für die shehnai verwendet werden. Der Name soll von Sanskrit mari („Röhre“) abstammen. Eine andere Herleitung von mizmar, wie allgemein arabische Oboen genannt werden, könnte die frühe Ankunft einer Kegeloboe auf Anfang des 8. Jahrhunderts festlegen, als eine arabische Expedition erstmals Sindh eroberte.
In Hyderabad stellt das Ende des 16. Jahrhunderts erbaute Siegestor Charminar den Mittelpunkt des städtischen Straßensystems dar. Zur Mogulzeit war es zugleich ein Symbol für das Zentrum des islamischen Paradiesgartens. Am östlichen Stadttor gab es einen Musikpavillon, wo ohne Unterbrechung ein shehnai-Spieler solch nasal klingenden Töne von sich gab, wie sie in Kommentaren zur Koran-Sure 55 den im Paradies wartenden Jungfrauen angedichtet werden.
Eine alte, aus dem Orient nach Nordindien gekommene Bambusoboe hieß kalama (Sanskrit für ein Schreibrohr). Ihr Name ist verwandt mit dem arabischen Schreibgerät qalam. Aus dem Wortstamm wurde die mittelalterliche europäische Schalmei.
Während der Herrschaft Akbars (1542–1605) gab es mehrere Musikbands (naubat) mit verschiedenen Blasinstrumenten und Kesseltrommeln (naqqara), die bei repräsentativen Veranstaltungen und bei Prozessionen eingesetzt wurden. Die Naubats am Königshof bestanden aus mindestens neun Instrumenten. Deren Beliebtheit zeigt sich an den Abbildungen in indischen Miniaturen zur Mogulzeit. Die Naubats wurden von allen Mogul-Herrschern gefördert, konnten sich dadurch in Nordindien ausbreiten und für die zunehmende Popularität der shehnai bei der Bevölkerung sorgen. In dem an seinem Hof verfassten Geschichtswerk Ain-i-Akbari (1597) wird die shehnai und neben anderen Blasinstrumenten auch die kleinere, nur noch sehr selten zu hörende sundri erwähnt. An Blasinstrumenten gehörten Ende des 16. Jahrhunderts zum Palastorchester neun surnā (shehnai), vier Langtrompeten karna, einige kleinere Trompeten nafir und zwei gebogene Hörner shringa.
Um 1770, zur Zeit der britischen Handelsniederlassungen, wurde die europäische Klarinette eingeführt und von Militärkapellen und in kleinerer Besetzung in der Volksmusik verwendet. Einige Shehnai-Spieler übernahmen die Klarinette wegen ihres größeren Tonumfangs. In Blasorchestern, in denen Briten und Inder gemeinsam musizierten, ersetzte überwiegend das einfacher zu spielende, westliche Instrument die shehnai. Im Zeichen nationaler Unabhängigkeitsbestrebungen ab Ende des 19. Jahrhunderts zog die Klarinette die Abneigung gegen die Fremdherrschaft exemplarisch auf sich und wurde mit der shehnai zurückgetauscht.
Die shehnai entwickelte sich zu einem sakralen Instrument des Tempeldienstes (Puja), sie wurde zum lauter tönenden Verbündeten der von den Priestern im Ritual geblasenen Schneckentrompete; mit dem Unterschied, dass die shehnai in einiger Entfernung zum Geschehen von niedrigkastigen Musikern gespielt wurde. Wegen dieser gesellschaftlichen Zuordnung blieb die shehnai bis Anfang des 20. Jahrhunderts ein Instrument der auf Festveranstaltungen im Freien gespielten Volksmusik, erhielt aber als glückverheißendes Instrument den Ehrentitel eines mangal vadya.

## Verbreitung
Neben der in ganz Nordindien bekannten shehnai haben sich weitere Doppelrohrblattinstrumente in regionalen Spieltraditionen erhalten. Die etwas größere sanai in Maharashtra ist mit dem Repertoire der Marathi-Volksliedtradition verbunden. Kleiner ist die dortige sundri. Das kürzeste Blasinstrument dieser Kategorie ist die im Westen von Rajasthan gespielte surnai. Sie wird von zwei unterschiedlichen gesellschaftlichen Gruppen, den Langas und den Manganiyars in ihren jeweiligen Musiktraditionen eingesetzt. Ein weiterer, noch gebräuchlicher indischer Oboentypen ist die etwas größere swarnai in Kaschmir, die bis in die 1980er Jahre bei Hochzeiten, religiösen Feierlichkeiten und bei Volksschauspielen (Bandi Pethir) häufig zum Einsatz kam. In Westbengalen spielt eine mahuri beim Tanzdrama Purulia Chhau. In Meghalaya besitzt die ka tangmuri ein hölzernes Spielrohr. Im Nepal lautet der Name auf Newari mwali und auf Nepali shanahi oder shahane, in Bihar pipahi und in Gujarat pipori.
Bekanntestes Doppelrohrblattinstrument in Südindien ist die nadaswaram, eine verlängerte shehnai-Variante. Ihr Borduninstrument ist die ottu und ihre begleitende Trommel ist die tavil. Seltener wird die kleine, nur 25 Zentimeter lange mukhavina (mukha vina, „Mund/Gesicht-Musikinstrument“) im Süden gespielt, die wie die südindische mohori einen altindischen Namen trägt. Kleiner, aber ansonsten mit der shehnai eng verwandt sind die südindische kuzhal und in Sri Lanka die horanewa. Größer als die shehnai ist die swarnai in Kaschmir.
Regional aus der Volksmusik bekannt war die ab dem 17. Jahrhundert gebräuchliche sunadi und eine hohe, besonders schrill klingende Tröte mit einer bauchigen Windkammer in der Mitte, eigentlich ein Einfachrohrblattinstrument mit zwei Spielrohren, die bis heute unter dem Namen pungi zum Handwerkszeug der Schlangenbeschwörer gehört. Die pungi ist keine Vorform der shehnai, sondern des Dudelsacks. Dafür übernahm die nadaswaram, auch nageshwaram, ihre Bezeichnung von Naga, der mythischen Schlange. Dass der Frisör eines Herrschers die shehnai entwickelt haben soll, nachdem der Herrscher Missfallen an den hohen schrillen Tönen der pungi geäußert hatte, gehört zu den Ursprungsmythen des Instruments.

## Bauform

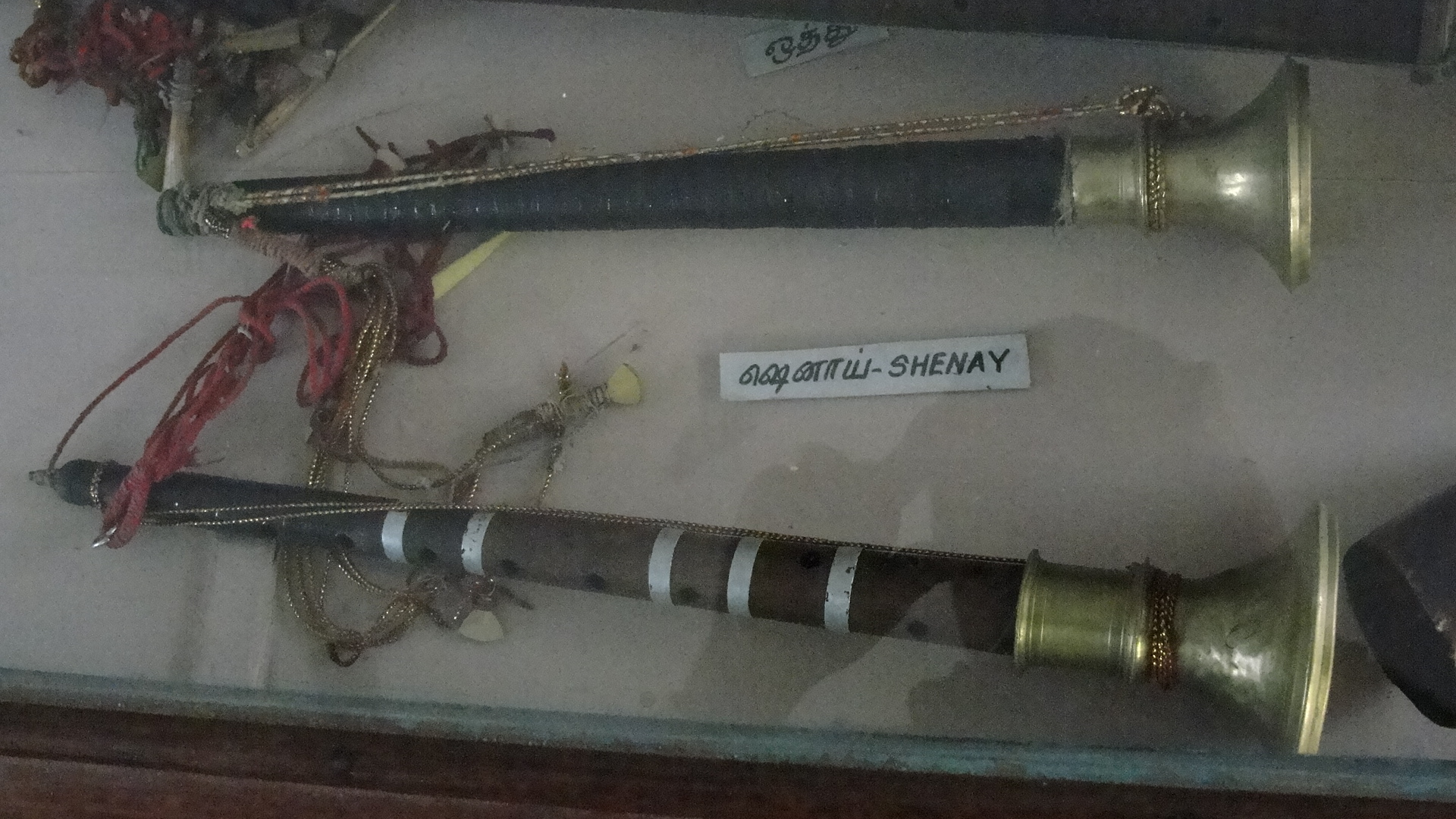
Shehnai und darüber eine sur shehnai ohne Grifflöcher als Borduninstrument.

Die shehnai besteht aus drei Teilen und ist insgesamt 45 bis 50 Zentimeter lang. Das hölzerne Spielrohr mit sechs bis neun Grifflöchern wird nach unten etwas breiter und mündet in einen separaten Blechtrichter (pyala, „Tasse“) aus Messing. Der manchmal verchromte Trichter ist etwa 7 Zentimeter lang bei einem vorderen Durchmesser bis zu 8,2 Zentimetern. Von den neun Löchern sind sieben spielbar, die beiden anderen dienen zur Stimmung und werden nach Bedarf mit Wachs verschlossen. Das Spielrohr ist etwa 36 Zentimeter lang, der äußere obere Durchmesser beträgt 2, der untere Durchmesser 3,5 Zentimeter. Die Bohrung erweitert sich von 9 Millimeter am nahen Ende bis zu 18 Millimeter Durchmesser kurz vor dem Übergang zum Schalltrichter. Die Fingerlöcher haben einen äquidistanten Abstand von 3,1 Zentimetern, wobei das erste Loch 7,7 Zentimeter von nahen Ende entfernt ist. Der Durchmesser des ersten Loches beträgt 5, der von Loch zwei bis sechs 5,5 und von Loch sieben 6 Millimeter.
An das Spielrohr, das aus abgelagertem burmesischem Teakholz besteht, wird von der schlanken Seite eine abnehmbare Messingröhre (nali in Delhi, nari in Varanasi, „Röhre“) eingeschoben. In dieses Mundstück wird das Doppelrohrblatt (pattur, von patta, „Blatt“) aus einer Wildgrasart (Saccharum spontaneum, in Indien: narkat, auch pala) gesteckt. Das mit dem Zuckerrohr verwandte Gras wird im Sumpfland am Ganges in Bihar geerntet. Je zwei dieser Blätter liegen leicht nach oben bzw. nach unten gewölbt aufeinander und sind um die Mitte mit einem Faden fest umwickelt, damit sie nicht in das Instrument rutschen können. Für den Fall, dass diese empfindlichen Blättchen beschädigt oder während des Spiels abgenutzt werden, hängen an der shehnai Ersatzblättchen an Schnüren herunter. Dort stecken sie in kleinen Behältern (chapil) aus zwei klammerartig verbundenen Holzstücken, damit sie ihre flache Form bewahren. Bei Spielbeginn öffnet der Musiker die beiden zusammengepressten Rohrblätter, indem er eine konische Ahle (suja) dazwischenschiebt.

## Spielweise

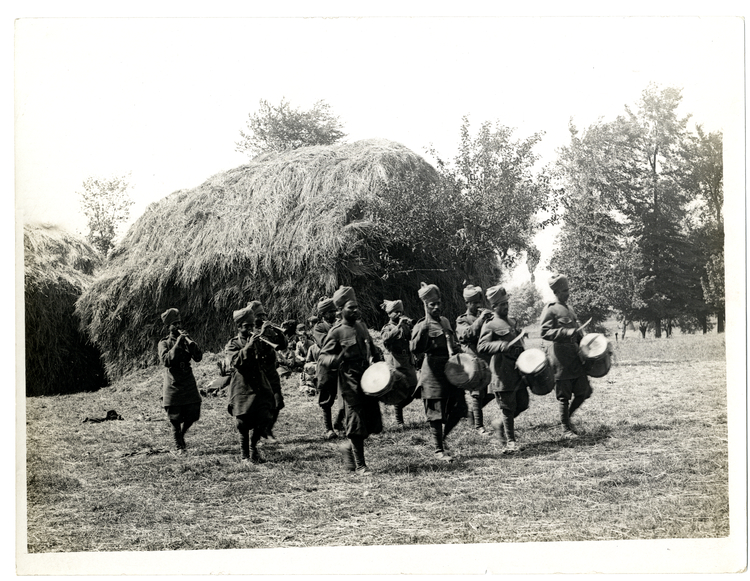
Indische Militärkapelle spielt 1915 mit shehnai und dhol die Marseillaise.

Die shehnai wird beim Spiel mit den Daumen beider Hände etwa 60 Grad nach unten gehalten. Drei Finger der linken Hand bedienen die drei oberen Löcher, vier Finger der rechten Hand die unteren. Das Mundstück wird soweit in den Mundraum hinein geschoben, dass die Rohrblätter frei schwingen können. Die Tonhöhen ergeben sich durch ganz oder nur teilweises Abdecken der Grifflöcher. Es sind alle chromatischen Töne einschließlich der für indische Ragas erforderlichen Mikrotöne (shruti) im Bereich von zwei Oktaven spielbar. Einen klanglichen Einfluss lässt sich durch die Stellung von Unterkiefer und Zunge erzielen. Wie bei anderen Rohrblattinstrumenten wird Zirkularatmung eingesetzt. Die Bauform der shehnai ist einfach, aber das Spiel ist schwer zu erlernen und die Atmung ist recht anstrengend. Da mit einem einzelnen Fingerloch ein großer Frequenzbereich spielbar ist, sind auch Glissandi (mind) möglich und für das Instrument typisch.
Der Tonumfang beträgt zwei Oktaven und eine große Terz. Hierfür stehen zehn verschiedene Fingerstellungen zur Verfügung, im Vergleich dazu benötigt die Oboe bei gleichem Tonumfang in Halbtonschritten 29 Fingerstellungen. Bei der shenai wird die obere Oktave nur durch Überblasen ohne Halblochtechnik oder anderweitige Fingerpositionen erreicht. Es gibt einen Variationsbereich in der Tonhöhe bei jeder Fingerstellung, deren Kenntnis für die korrekte Tonbildung daher nur einen groben Hinweis gibt.
Eine shehnai wird als Melodieinstrument selten allein gespielt, es braucht einen Bordunton, der nicht wie bei indischen Saiteninstrumenten von der tanpura, sondern beim Duetspiel von einer zweiten shehnai oder einer weiteren, sur genannten shehnai erzeugt wird, deren Grifflöcher mit Wachs verstopft sind. Die tabla befindet sich gewöhnlich auf der rechten, der sur-Spieler sitzt auf der linken Seite des shehnai-Spielers. Die traditionell übliche Rhythmusbegleitung durch die paarweise gespielte Tontrommel duggi (auch khurdak) ist gegenüber der tabla in den Hintergrund getreten, wird aber noch von namhaften shehnai-Spielern bevorzugt. Häufig sorgen tabla und duggi zugleich für die rhythmische Begleitung.
Die shehnai kommt in der Volksmusik und in der klassischen Musik vor. Bei Prozessionen anlässlich von Hochzeiten oder sonstigen Festveranstaltungen ähneln die Blasmusikgruppen denen der früheren, aus dem arabisch-persischen Raum stammenden Repräsentationsorchester Naubat. Dort wurden shehnais unter dem Namen surnā in großen Orchestern mit Trommelbegleitung bei Militärparaden und sonstigen Zeremonien im Freien vor hohen Würdenträgern gespielt. Für die rhythmische Begleitung bei Prozessionen sorgen dhol, dholak oder nagārā. Viele regionale Volkstänze, Begräbnisse und Volkstheater werden von shehnais und Trommeln begleitet. In manchen Regionen in Rajasthan kann in den Hochzeitsensembles die zweite shehnai durch die alte Sackpfeife mashak ersetzt werden.
Das Melodieinstrument aus der Volksmusik wurde durch die Initiative einiger weniger Musiker Anfang des 20. Jahrhunderts in die klassische nordindische Musik eingeführt. Die shehnai erlebte damit eine vergleichbare Änderung der allgemeinen Wertschätzung wie die Bambusquerflöte bansuri, die Streichlaute sarangi und die Kastenzither santur. Das Verdienst, die shehnai erstmals auf die große Konzertbühne gebracht zu haben, gebührt Bismillah Khan (1916–2006) mit seinem Konzert bei der Calcutta All India Music Conference 1937. Er gilt als der führende shehnai-Spieler des 20. Jahrhunderts.
Weitere bekannte Musiker, die aus einer shehnai-Gharana (traditionelle Musikerfamilie) stammen und wie Bismillah Khan ihre Wurzeln in der shehnai-Hochburg Varanasi haben, sind Anant Lal (1927–2011) und sein Sohn Daya Shankar. Ali Ahmad Hussain Khan (* 1939) stammt aus Kolkata, und Jagadish Prasad Qamar, ein Schüler von Bismillah Khan, aus Delhi. In Varanasi werden die besten Instrumente hergestellt.